# فقر و فحشا
فقر و فحشا فیلمی مستند به کارگردانی مسعود ده‌نمکی ست که در سال ۱۳۸۳ ساخته شد. فقر و فحشا که نخستین ساخته کارگردانش است به موضوع فاصله طبقاتی و قاچاق زنان ایرانی می‌پردازد. یک سال پس از ساخت این مستند، کتابی با عنوان ناگفته‌هایی دربارهٔ فیلم فقر و فحشا به نویسندگی مسعود ده‌نمکی چاپ شد.

## حاشیه‌ها
- این فیلم هرگز اکران عمومی نشد و اکران خصوصی آن که قرار بود در یکی از فرهنگسراهای تهران انجام شود،[۳] لغو شد[۴] اما سی‌دی قاچاق آن در بازار به فروش رفت.[۵]
- نیروی انتظامی از مسعود ده‌نمکی برای ساخت این فیلم شکایت کرد. اما در نهایت ده‌نمکی در دادگاه تبرئه شد[۶]
- گفته می‌شود این فیلم به دلیل اعتراض آیت‌الله مکارم شیرازی توقیف شد.[۶]
- مسعود ده‌نمکی در گفتگو با خبرگزاری فارس اعلام کرد که به دلیل ساخت این فیلم اجازهٔ ورود به دوبی را ندارد.[۷]
- ده‌نمکی کتابی بر اساس این فیلم نوشت که به شکل عمومی توزیع نشد و نسخه‌های آن به مسئولان کشور ارسال شد.[۸]